# HD 175855
HD 175855，又名CD-3913032，SAO 210786、HR 7156，是一颗恒星，视星等为6.49，位于銀經357.2，銀緯-18.27，其B1900.0坐标为赤經18h 52m 16.3s，赤緯-39° -18.27′ 4″。